# Erick Zonca
Érick Zonca, född 1956, är en fransk filmregissör. Han är framförallt känd för filmen Änglars drömliv, som bland annat vann Césarpriset för bästa film.

## Filmografi (i urval)
- 1998 – Änglars drömliv